# 정바라
정바라(1989년 6월 13일 ~ )는 대한민국의 쇼트트랙 스피드 스케이팅 선수이다.